# Рошаль, Серафима Львовна
Серафи́ма (Сима) Льво́вна Роша́ль (12 (25) ноября 1906, Семёновка, Новозыбковский уезд, Черниговская губерния — 26 декабря 1971, Москва) — деятель советского кинематографа, кинодраматург и сценарист.

## Биография
Родилась в местечке Семёновка Новозыбковского уезда Черниговской губернии, в семье уроженцев этого местечка Лейба Шлёмовича (Льва Соломоновича) Рошаля (1858—?), аптекаря, и Лиси Шлёмовны (Елизаветы Соломоновны) Штейн (1876—?). Дед, шкловский мещанин и тоже аптекарь Шлёма Гиршевич Рошаль (1833—?), и бабушка Двейра Лейбовна Рошаль (1841—?) с остальными членами семьи, жили в этом местечке с 1859 года.
В 1922—1924 годах училась в Московском университете на отделении литературы и языка, а также на искусствоведческом факультете. Драматург и актриса в мастерской Педагогического театра (художественный руководитель — Г. Л. Рошаль). С 1926 года — сценарист.

### Семья
- Муж — гастроэнтеролог и гигиенист Соломон Михайлович Бременер (1902—1972).
  - Дочь — Елизавета Соломоновна Ухова (1934—2010), педагог.
- Брат — Григорий Львович Рошаль, кинорежиссёр.
- Брат — Моисей Львович Рошаль (1909—1977), актёр, режиссёр, художественный руководитель и главный режиссёр Московского областного театра имени Н. А. Островского.
  - Племянник — Лев Моисеевич Рошаль (1936—2010), киновед и кинодраматург, доктор искусствоведения, заслуженный деятель искусств РСФСР.
- Брат — Михаил Львович (Мендель Лейбович) Рошаль (1903—1942, расстрелян), майор госбезопасности.
- Двоюродный брат — Григорий Яковлевич (Гирша Янкелевич) Рошаль (1888—1950), экономист-нефтяник, заместитель начальника финансового отдела Наркомтяжпрома СССР, Наркомтопа СССР и Наркомнефти СССР, финансового управления Миннефтепрома СССР[2][3].

## Фильмография
- 1927 — «Его превосходительство» («Губернатор и сапожник», «Гирш Леккерт») ()
- 1930 — «Человек из местечка»
- 1931 — «Человек без футляра» («Опустите руку»)
- 1934 — «Петербургская ночь» ()
- 1935 — «Новый Гулливер» ()
- 1936 — «Поколение победителей» ()
- 1938 — «Семья Оппенгейм» ()
- 1956 — «Тропою грома» ()